# Papa, Can You Hear Me?
«Papa, Can You Hear Me?» (с англ. — «Папа, ты меня слышишь?») — песня, записанная американской певицей Барброй Стрейзанд специально для фильма «Йентл». Музыка была написана композитором Мишелем Леграном на стихи Алана и Мэрилин Бергман.
Песня получила смешанные отзывы критиков, и тем не менее в 1984 году песня была номинирована на премию «Оскар» как лучшая песня к фильму.

## Чарты
| Чарт (1984)                        | Пиковая позиция |
| ---------------------------------- | --------------- |
| США (Billboard Adult Contemporary) | 26              |

## Кавер-версии
- В 1985 году на церемонии «Оскар», где в качестве номинанта была заявлена песня, её исполнила Донна Саммер[8].
- В 1993 году Нина Симон включила кавер на эту песню в свой последний альбом A Single Woman в память об отце.
- В 2001 году Шарлотта Чёрч записала свою версию песни для альбома Enchantment.
- В 2006 году Лара Фабиан исполнила песню на одном из своих концертов в Париже.
- В 2010 году в эпизоде «Grilled Cheesus» сериала «Хор» Лиа Мишель исполнила кавер-версию песни.
- В 2012 году новозеландская исполнительница Мередит Браун записала версию для альбома Someone Else’s Story.